# Homologie (matematika)
V matematice (speciálně algebraické topologii a abstraktní algebře), je homologie (z řeckého ὁμός homos "identické") proces, který přiřadí matematickým objektům posloupnost Abelových grup nebo modulů.
V homologické algebře jsou objekty komplexy {\displaystyle M_{n}{\stackrel {d_{n}}{\to }}M_{n-1}{\stackrel {d_{n-1}}{\to }}\ldots {\stackrel {d_{1}}{\to }}M_{0}}, kterým se přiřadí moduly {\displaystyle Ker\,\,d_{i}/Im\,\,d_{i+1}}. Těmto modulům říkáme homologie, resp. homologické grupy.
Pokud indexy modulů {\displaystyle M_{i}} zleva doprava neklesají ale rostou, mluvíme o kohomologii komplexu, resp. kohomologických grupách.
V teorii topologických prostorů se pod homologií prostoru obvykle rozumí singulární homologie.
Původní motivace pro definování homologických grup je pozorování, že jeden aspekt tvaru geometrických útvaru je popis jeho "děr". Protože ale díra v prostorů "není", je na první pohled nejasné, jak díru definovat a jak rozlišit různé typy děr. Homologie topologických prostorů je rigorózní matematická metoda na hledání a kategorizování děr různých typů.
V diferenciální geometrii hrají důležitou roli homologie komplexů diferenciálních operátorů. Nejznámější příklad je de Rhamův komplex, jehož kohomologie jsou izomorfní topologickým singulárním homologiím s koeficienty v reálných číslech.